# Leonid Šapošnykov
Leonid Ivanovič Šapošnykov (* 8. února 1951) je bývalý sovětský a ukrajinský rohovník/boxer.

## Sportovní kariéra
Boxovat začal v 17 letech jako učeň v Irkutsku pod vedením Antona Kopytina. Později působil ve Lvově v Karpatském vojenském prostoru (Prikarpatskij vojennyj okrug). Připravoval se pod vedením trenéra Vorobeje. V sovětské seniorské reprezentaci se objevoval od roku 1973, ale v lehké střední váze se na pozici reprezentační jedničky neprosazoval. V roce 1976 prohrál nominaci na olympijské hry v Montréalu s Viktorem Savčenkem. Po olympijských hrách dostal příležitost ve vyšší střední váze do 75 kg, ale do olympijských her v Moskvě výkonnost neudržel. Žije ve Lvově, kde se věnuje trenérské činnosti.

## Výsledky
| Olympijské hry     |    |     |
| Mistrovství světa  |    | úč. |
| Mistrovství Evropy | 1. |     |